# Avenue Q
Avenue Q est une comédie musicale en deux actes, créée à Broadway en mars 2003 par Robert Lopez, Jeff Marx et Jeff Whitty. Elle tire son originalité du fait qu'elle est jouée par des marionnettes (conçues par Rick Lyon) et des comédiens. Tout comme la série télévisée Fur TV, on pourrait la situer entre Le Muppet Show, pour ses marionnettes fort ressemblantes à celles de Jim Henson, et le dessin animé South Park, pour l'humour décalé.

## Principe
Avenue Q parodie l'émission éducative pour enfants 1, rue Sésame. Macaron le glouton (Cookie Monster en anglais), par exemple, y est remplacé par Trekkie Monster, qui plutôt que d'être accro aux cookies est accro à la pornographie sur Internet. Cette comédie musicale est déconseillée aux moins de 12 ans.
Dans Avenue Q, les personnages regrettent leur enfance et découvrent avec surprise et consternation les problèmes et angoisses bien réels du passage à l'âge adulte. De nombreux sujets de société y sont abordés : l'argent, le sexe, le racisme, la nostalgie, la pornographie, l'amour, l'homosexualité…
L'action se déroule sur l'avenue Q, dans le quartier de Brooklyn à New York, une rue bien éloignée du standing des avenues A, B et C de Manhattan.
La distribution est constituée de 3 rôles humains, et 11 marionnettes qui agissent et interagissent comme des humains. Les marionnettes sont animées et chantées par des comédiens qui manipulent à vue, tout en demeurant invisibles dans l'histoire de la pièce.

## Historique

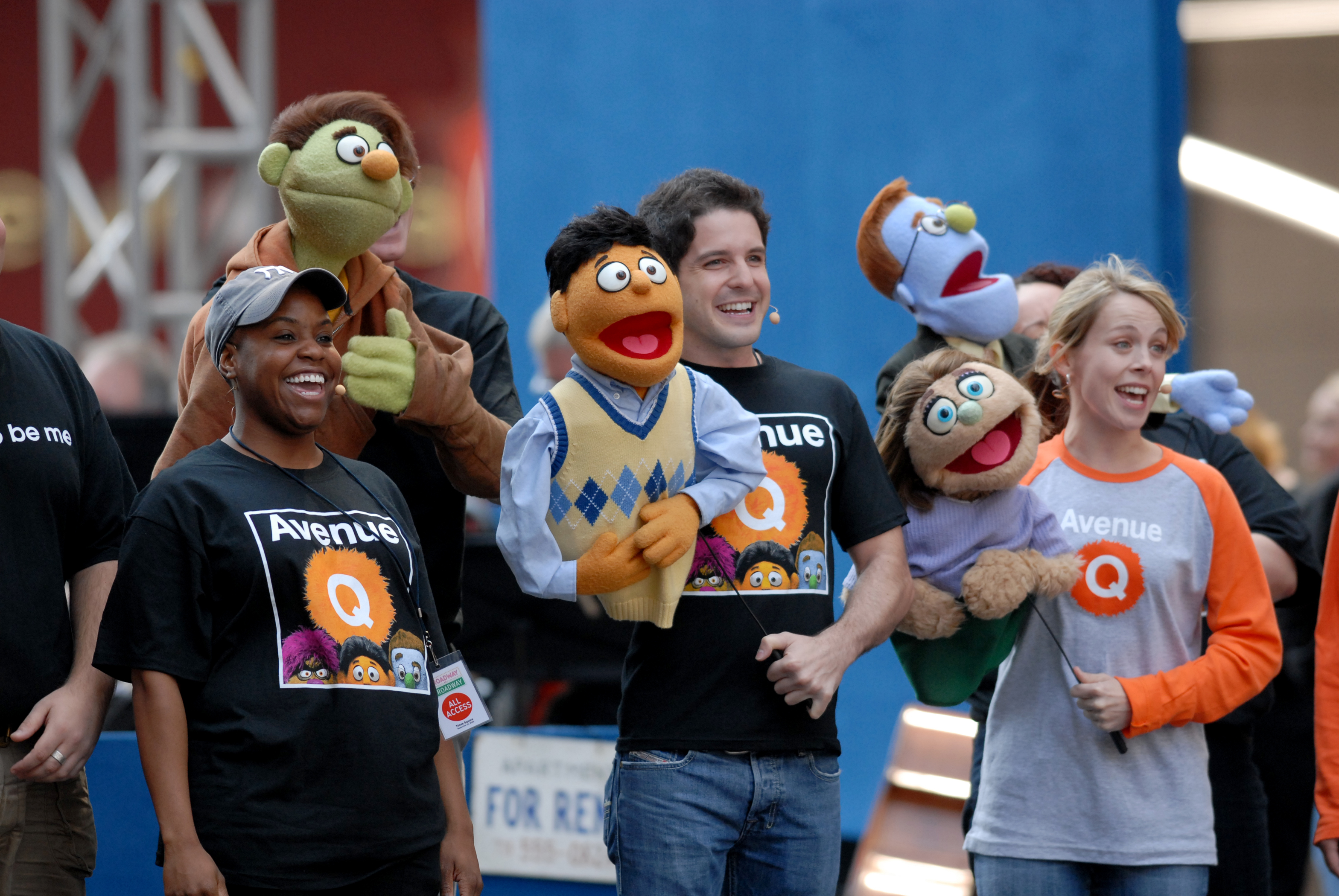
Le casting de Avenue Q interprétant It Sucks to Be Me à Broadway en 2006.

D'abord pensé comme une série télévisée, les créateurs décidèrent finalement de faire d'Avenue Q une comédie musicale.
La première du spectacle fut donnée en mars 2003 au Vineyard Theatre, Off-Broadway, où elle remporta le Lucille Lortel Award de la nouvelle Comédie Musicale la plus surprenante.
Dès juillet 2003, la production fut transférée sur Broadway même, où elle engendra 3 Tony Awards dont celui de la meilleure comédie musicale. Après 6 ans d'exploitation, en septembre 2009, nouveau transfert Off-Broadway, au New World Stages, où le spectacle se joue toujours actuellement.
La pièce a engendré des productions à Las Vegas et à Londres (pendant 5 ans), deux tournées nationales, et plusieurs productions internationales (dont la France).
Avec plus de 3500 représentations à ce jour, Avenue Q est le 21e spectacle le plus joué dans l'histoire de Broadway, et déjà plus de 10 millions de spectateurs ont vu cette comédie musicale à travers le monde.

## Adaptation française
La première saison d'Avenue Q s'est jouée à Paris du 7 février au 26 mai 2012, au théâtre Bobino, dans une mise en scène originale de Dominique Guillo.
Dans l'adaptation française de Bruno Gaccio (Les Guignols de l'info, Le Théâtre de Bouvard, etc.), un personnage a été modifié.
En effet, l'un des rôles originaux est celui de Gary Coleman, Arnold dans la sitcom américaine des années 1980 Arnold et Willy. À la mort du comédien le 28 mai 2010, la production de Broadway a annoncé que ce personnage serait conservé, mais que ses dialogues seraient modifiés. Dominique Guillo et Bruno Gaccio ont décidé de transformer ce personnage en celui de Willy, l'autre rôle de la sitcom Arnold et Willy, et d'ainsi jouer sur le peu de notoriété du comédien.
Le spectacle est produit par Bernard Bitan. Dominique Guillo (Mégalopolis, La Nuit de Valognes, Les Héritiers, etc.) en est le directeur artistique et metteur en scène.
Raphaël Sanchez (Le Roi lion, Les Misérables, le Cirque du Soleil, etc.) dirige l'orchestre de six musiciens et est chargé de la direction musicale, François Guizérix (Les Guignols de l'info) de la direction artistique des marionnettes, Catherine Mahéo de la production exécutive du montage, Julien Poncet de la direction de production de l'exploitation.
L'adaptation du décor original a été confiée à Jean-Michel Adam, le "light designer" est Laurent Béal, le "sound designer" Philippe Parmentier, et les costumes sont de Sophie Goudard et Camille Paraiso.
La pièce a été nommée dans la catégorie "Meilleure Comédie Musicale" de la 8e cérémonie des Globes de Cristal.
Une précédente tentative d’importation du spectacle en France par Sauvane et Nadine Delanoë remonte à 2007 (avec des comédiens venus du doublage pour l'animation des personnages, et Claude Lombard à la direction vocale). Ce projet n’a jamais pu trouver un théâtre parisien pour l’accueillir.

## Distributions
| Rôle                                                                        | Distribution originale (New York, Vineyard Theatre) | Distribution anglaise (Londres, West End Theatre) | Distribution française (Paris, Bobino)   |
| --------------------------------------------------------------------------- | --------------------------------------------------- | ------------------------------------------------- | ---------------------------------------- |
| Princeton / Rod                                                             | John Tartaglia                                      | Jon Robyns                                        | Emmanuel Suarez Gaétan Borg              |
| Kate Monster / Lucy the Slut (Lucy la Salope en France)                     | Stephanie D'Abruzzo                                 | Julie Atherton                                    | Shirel Prisca Demarez                    |
| Nicky / Trekkie Monster / Bad Idea Bear (Ami Pourri en France)              | Rick Lyon                                           | Simon Lipkin                                      | David Alexis David Bàn Hervé Lewandowski |
| Gary Coleman (Willy en France)                                              | Natalie Venetia Belcon                              | Giles Terera                                      | Jean-Michel Vaubien Philippe Aglaé       |
| Christmas Eve (Tatami en France)                                            | Ann Harada                                          | Ann Harada                                        | Alice Lyn Cerise Calixte                 |
| Brian                                                                       | Jordan Gelber                                       | Sion Lloyd                                        | Emmanuel Quatra David Bàn                |
| Mrs T (Mme Brouttemotte en France) / Bad Idea Bear (Amie Pourrie en France) | Jennifer Barnhart                                   | Clare Foster                                      | Virginie Ramis Prisca Demarez            |
| Ensembles                                                                   |                                                     |                                                   | Cerise Calixte Charlotte Berry           |

## Chansons
| Acte I - Avenue Q ouverture – Tous - Bac +20 – Princeton - Ça craint d'être moi – Brian, Kate Monster, Rod, Nicky, Tatami, Willy et Princeton - Si t'étais pédé – Nicky et Rod - Un but – Princeton - Tout le monde est titi peu raciste – Princeton, Kate Monster, Willy, Brian, et Tatami - Internet – Kate Monster, Trekkie Monster, Brian, Willy, Rod, et Princeton - Un CD – Kate Monster et Princeton - Maman est décédée aujourd'hui – Brian - Lucy La Salope song – Lucy La Salope - Lâchez vous chez vous ! – Willy, Les Ours Amis Pourris, Princeton, Kate Monster - Enfin aimer – Rod, Kate Monster, Nicky et Princeton - Ma nana du Canada – Rod - Il n'y a presque rien – Kate Monster | Acte II - Ça craint d'être moi (Reprise) – Princeton - Y'a d'la joie en dehors de chez toi – Brian, Princeton, Tatami, Willy, Nicky, Trekkie Monster, Lucy La Salope - Le plus tu l'aimes – Tatami et Kate Monster - Schadenfreude – Willy et Nicky - La dernière fois que j'étais bien – Kate Monster, Nicky et Princeton - Quête pour Kate – Nicky, Princeton, Willy, Brian et Tatami - Une école pour monstres – Trekkie Monster - Quête pour Kate (Reprise) – Nicky, Princeton, Willy, Brian et Tatami - Il n'y a presque rien (Reprise) – Princeton et Kate Monster - Bac +20 (Reprise) – Le Nouveau Venu - Tinquiètes, t'en fais pas – Tous |

## Distinctions
- 2003 : Lucille Lortel Award de la nouvelle Comédie Musicale la plus surprenante
- 2004 : 3 Tony Awards - Meilleure comédie musicale, Meilleur livret de comédie musicale (Jeff Whitty), Meilleure musique (Robert Lopez, Jeff Marx)
- 2004 : Theatre World Award (Stephanie D’Abruzzo et John Tartaglia)
- 2006 : Variety Club Award
- 2007 : Nomination aux Grammy Awards pour l’album Original
- 2013 : Production française Bobino : Nomination aux Globes de Cristal pour la meilleure comédie  musicale